# Вольф, Антон Алоизий
Антон Алоизий Вольф (словен. Anton Alojzij Wolf, 14.06.1782 г., Австро-Венгрия — 7.02.1859 г., Любляна, Австро-Венгрия) — епископ Любляны с 12 июля 1824 года по 7 февраля 1859 год.

## Биография
После изучения теологии в Любляне Антон Алоизий Вольф был рукоположён 2 сентября 1804 года в диакона. 15 декабря 1804 года был рукоположён в священника. В 1807 году стал канцлером епархии и в 1814 году — каноником кафедрального собора святого Николая.
27 февраля 1824 года австрийские власти выбрали Антона Алоизия Вольфа на кафедру епархии Любляны. 12 июля 1824 года Римский папа Лев XII утвердил назначение Антона Алоизия Вольфа. 2 октября 1824 года состоялось рукоположение Антона Алоизия Вольфа в епископа, которое совершил архиепископ Гориции и Градиски Йозеф Волланд.
Во время своего управления Антон Алоизий Вольф занимался реорганизацией люблянской епархии. Инициировал и финансировал издание нового перевода Библии на словенский язык (1863 г.), грамматики немецкого языка (1860 г.) и словенско-немецкого словаря.
Скончался 7 февраля 1859 года в Любляне.

## Память
- Именем Антона Вольфа названа улица в Любляне.